# Ozero Lebedevka
Ozero Lebedevka (ryska: Озеро Лебедевка) är en korvsjö i Belarus.   Den ligger i voblasten Homels voblast, i den centrala delen av landet, 200 km sydost om huvudstaden Minsk. Ozero Lebedevka ligger 122 meter över havet.
Runt Ozero Lebedevka är det i huvudsak tätbebyggt. Runt Ozero Lebedevka är det ganska tätbefolkat, med 54 invånare per kvadratkilometer.